# Joaquín del Pino y Rozas
Joaquín del Pino Sánchez de Rojas Romero y Negrete (Baena, (Còrdova), 20 de gener de 1729 - Buenos Aires, 11 d'abril de 1804) fou un enginyer, militar i polític espanyol, que va ocupar diversos càrrecs importants en temps de l'administració colonial d'Amèrica.
Amb 18 anys va ingressar com a cadet al Regiment fix d'Orà. Ja en qualitat de suboficial, va estudiar matemàtiques i el febrer de 1752 es va traslladar al cos d'Enginyers. Aquest mateix any va col·laborar amb el traçat de mapes de l'Empordà per a la realització de fortificacions i carreteres. El 1753 li va ser encarregada la supervisió de les fortificacions del castell de Montjuïc, a Barcelona. Va participar en molts treballs cartogràfics a França i Navarra.
El 1763 es va casar amb María Ignacia Rameri, oriünda de Sant Sebastià. Set anys després, el 1770, va ser enviat a Montevideo per a exercir el càrrec de governador. El 1773 va assumir aquesta responsabilitat fins al 1790, quan va deixar la llavors Banda Oriental (avui Uruguai) per fer-se càrrec de les possessions colonials espanyoles dels actuals territoris de Xile i Bolívia.
Entre 1799 i 1801 va ser nomenat governador de Xile i, entre aquest darrer any i 1804, va ser designat com a virrei del Riu de la Plata. Va morir poc temps després a Buenos Aires.